# جولي كار
جولي كار (بالإنجليزية: Julie Carr)‏ هي كاتِبة وشاعرة أمريكية، ولدت في 28 يوليو 1966.